# Sardur III

Het okergele gebied duidt Urartu aan onder koning Sardur III.

Sardur(i) III of Sapur III was de tiende koning van Urartu en regeerde van 645 tot 635 v.Chr. Hij volgde zijn vader, Rusa II, op.
Sedert zijn koningschap hielden de Urarteërs en Assyriërs op met vechten, om als een soort coalitie de nieuwe bedreigingen van de Babyloniërs en de Meden aan te gaan. De Assyrische hoofdsteden Assur (614 v.Chr.) en Ninive (612 v.Chr.) vallen onder de aanvallen van de koning van de Meden, Cyaxares II.
Zijn zonen Sardur IV en Erimena volgden hem respectievelijk op.
Aramu · Sardur I · Ishpuinis · Menuas · Argishti I · Sardur II · Rusa I · Argishti II · Rusa II · Sardur III · Sardur IV · Erimena · Rusa III · Rusa IV